# チャイニーズ・デモクラシー (ガンズ・アンド・ローゼズのアルバム)
『チャイニーズ・デモクラシー』 (Chinese Democracy) は、ガンズ・アンド・ローゼズの4枚目のスタジオ・アルバム。約14年と約14億円の費用を費やして製作されている。1991年にリリースの『ユーズ・ユア・イリュージョン』/『ll』以来17年ぶりのスタジオ・アルバム。

## 経緯
一般に、このアルバムのレコーディングに着手したと伝えられているのは、1994年である。
2001年に入ってからは、バンドは既に後の収録曲「チャイニーズ・デモクラシー」「ストリート・オブ・ドリームス」「マダガスカル」をライヴなどで披露し始める。アクセル・ローズは当時から「アルバムの製作は終わった」「もうじき完成する」といった発言を繰り返しており、同年6月にリリースされるという噂もあった。既にこの時期に新作となるアルバム・タイトルが「チャイニーズ・デモクラシー」であることも衆知であった。しかし結局アルバムがリリースされることはなく、その後数年にわたり幾度となくアルバム・リリースの噂が流れては消えた。

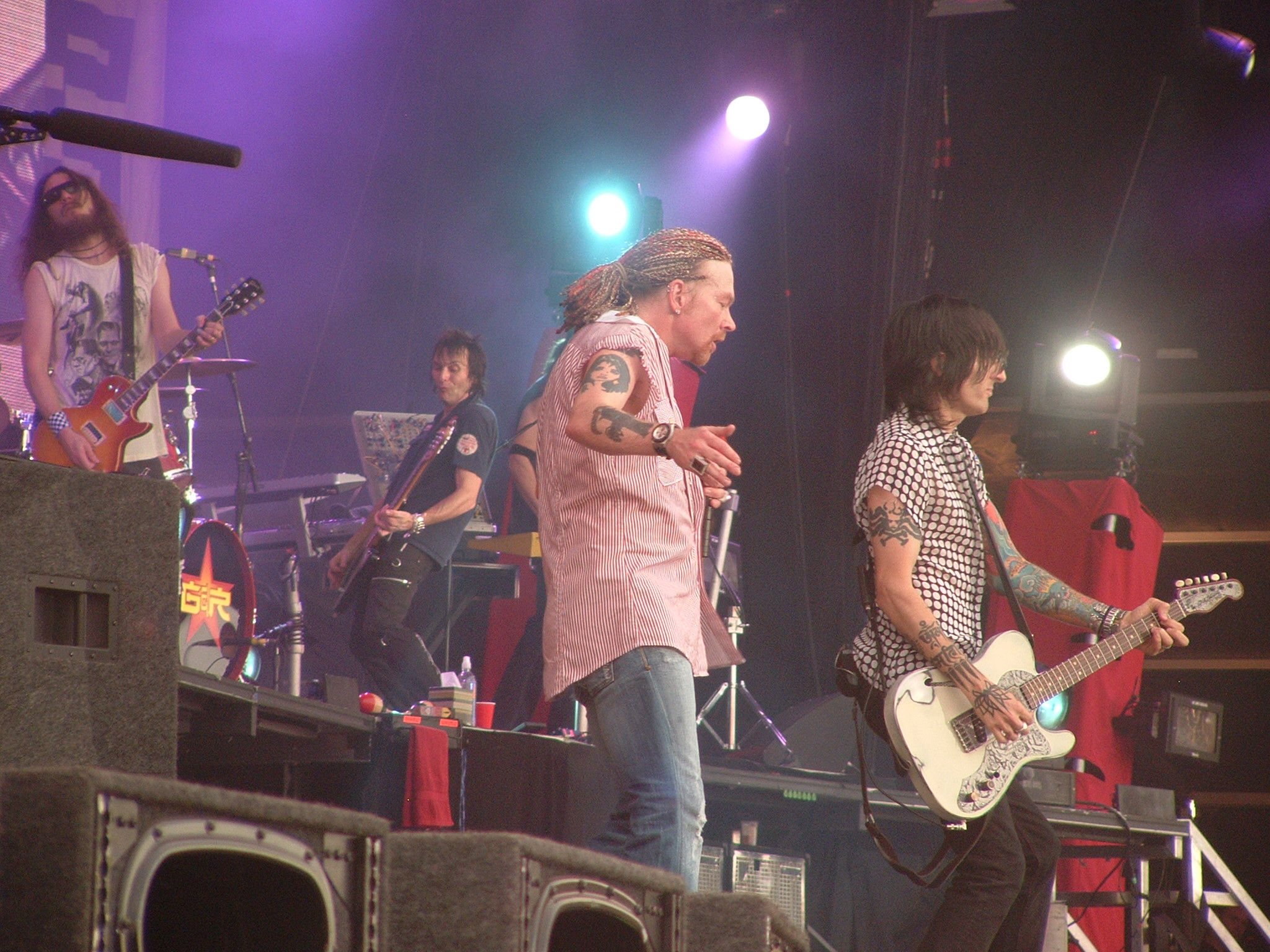
2006年、チャイニーズ・デモクラシーのツアーの様子。

2008年にアクセル・ローズは「フロント・ライン・マネージメント」との契約を発表、強力なマネージャーをつける。また、ユニバーサル・ミュージックの流通部門で勤務していたケヴィル・コギルという男が、新作の9曲を自身のブログにリーク、著作権侵害の容疑で逮捕されたことも、アルバム発売に関しての話題性を高めた。
同年10月16日、ついにユニバーサルミュージック公式サイトにて、2008年11月23日（日本時間11月22日）に新アルバム『チャイニーズ・デモクラシー』を世界同時リリースすると正式発表、新作リリースが決定した。

## 中国政府との対立
『チャイニーズ・デモクラシー』とは、日本語で「中国の民主主義」との意味で、発売日の翌24日に中国共産党の機関紙が「中国への悪質な攻撃だ」「アメリカのバンドが、悪意を持って中国を攻撃するアルバムを発売した。西側の人間が民主主義を利用し、世界を支配しようとする陰謀の一部」と非難した。現状、『チャイニーズ・デモクラシー』は中国での発売が禁止されている。
同アルバムの公式サイトが中国では閲覧不可能となっているほか、同国インターネット検索エンジン大手の百度が『チャイニーズ・デモクラシー』に関する検索をブロックしているという。ただし、現地時間24日朝の時点では、米SNS大手のMyspaceであれば、中国のユーザーたちも同アルバム収録の14曲を視聴できた他、ガンズ・アンド・ローゼズの公式サイトもアクセス可能で、各ブログでもこのアルバムについて中国のファンたちが自由に語っていた。ブロガーたちの意見は様々で、「ガンズ・アンド・ローゼズは中国に対し、誤った軽蔑的な見方をしている」と書く者もいれば、「アルバムの名前だけで判断すべきでない。実際に曲を聞いて理解し、考えようとしたのか」と、冷静な態度を訴えるファンもいる。
同アルバムの公式サイトでは「中国人にもサイトへのアクセスが許可されるべきか」という質問が掲載され、回答者の70％が「そう思う」と答えている。

## ドクターペッパーのプロモーション
一向に発売されないアルバムであった『チャイニーズ・デモクラシー』だが、ドクターペッパーは2008年3月に「もし『チャイニーズ・デモクラシー』が年内に発売されたら、バケットヘッドとスラッシュを除くアメリカ全国民に、無料でドクターペッパーを提供する」と発表した。実際にアルバムがリリースされたため、ドクターペッパーは2008年11月23日に限定して、クーポン送付先住所の登録フォーム（米国住所のみ対象）をDrPepper.comに掲載した。実際に2〜4週間後にクーポンを送付したものの、アクセス障害などにより登録の手続きを行うことのできない人もいた。

## 補足
B'zの松本孝弘は、自身が最も気に入っているアルバムに挙げている。

## 収録曲
1. チャイニーズ・デモクラシー - Chinese Democracy
2. シャックラーズ・リヴェンジ - Shackler's Revenge
3. ベター - Better
4. ストリート・オブ・ドリームス - Street of Dreams
5. イフ・ザ・ワールド - If the World [注 1]
6. ゼア・ワズ・ア・タイム - There Was a Time
7. キャッチャー・イン・ザ・ライ - Catcher in the Rye
8. スクレイプト - Scraped
9. リヤド・アンド・ザ・ベドウィンズ - Riad N' the Bedouins
10. ソーリー - Sorry
11. I.R.S. - I.R.S.
12. マダガスカル - Madagascar
13. ディス・アイ・ラヴ - This I Love
14. プロスティテュート - Prostitute